# Keanu Marsh-Brown
Keanu Marsh-Brown (Londra, 10 agosto 1992) è un calciatore guyanese con cittadinanza britannica, attaccante svincolato.

## Carriera

### Club
Ha giocato nella prima divisione scozzese ed in quella del Bahrein.

### Nazionale
Ha partecipato alla CONCACAF Gold Cup 2019.

## Palmarès

### Club

#### Competizioni nazionali
- National League: 1

Barnet: 2014-2015